# Sarinasuf
Sarinasuf – wieś w Rumunii, w okręgu Tulcza, w gminie Murighiol. W 2011 roku liczyła 456 mieszkańców.